# みどりの機関車ヘンリー
『みどりの機関車ヘンリー（汽車のえほん6）』（みどりのきかんしゃへんりー（きしゃのえほん6）（原題 : Henry the Green Engine）は、低学年の児童向け絵本シリーズ「汽車のえほん」の第6巻である。

## 概要
1951年にイギリスで発行されたウィルバート・オードリー牧師執筆による汽車のえほんシリーズの第6巻。シリーズ中唯一5話の短編作品を収録。低学年の児童向け絵本。挿絵はレジナルド・ダルビーが担当。ポプラ社から1973年12月に日本語訳が出版されていたが、2004年ごろ品切重版未定となり、2005年に新装改訂版が出版された。2010年12月にミニ新装版が発売された。

## 成立の過程と作品背景
1945年から、ほぼ毎年に1巻ずつ続巻してきた本シリーズの第6巻。これまで、たびたび不調を訴えていたヘンリーが活躍する話4篇と、前巻で新登場したパーシーがちょっとした失敗をする話1篇。この巻から機関車に番号が与えられる。

## 収録作品
- ヘンリーと石炭 (Coal)
- ヘンリーとフライング・キッパー号 (The Flying Kipper)
- ゴードンのきてき (Gordon's Whistle)
- パーシーのマフラー (Percy and the Trousers) 
  - シリーズ史上最もページ数が少ない。原語版にはこの話だけ特別な理由があって挿入された事情が書かれている。

- ヘンリーのくしゃみ (Henry's Sneeze)

## 登場機関車
テレビシリーズの機関車紹介と重複する解説は省略、本巻の内容で特筆すべきものを紹介。
- ヘンリー：ついにダルビーの救済のため、ヘンリーが大改造を受けてゴードンとは別の外見になる。改造前でも少し機関車を見る目があれば充分別の機関車に見えたが、ダルビーには区別が出来無かったらしい。そんな訳で、充分オードリー牧師の指示を聞いているこの巻は、挿絵に整合性の無い所が少なく、旧版9ページのようなダルビーが苦手なメカニカルな挿絵も破綻なく描かれている。あえて難癖をつけるとスポーク車輪が細かすぎるくらい。旧版21ページの列車種別標識灯は、もちろん急行貨物を表している。また、イギリスの機関車はヘッドライトが無いのが普通で、描き忘れたわけではない。
- ジェームス：車輪が黒いのが正しいが、59ページでは車輪まで赤くなっている。
- パーシー：牧師に指摘されて真横の絵だけは指示どおりに描い模様。前からみると相変わらず楕円形のタンクがボイラー下部まで回り込むありえない形状をしている。
- トーマス：真正面の挿絵で真空ブレーキのホースがなぜか中央にある。
- エドワード：17ページの隅に小さく登場。「2」が確認できるのでエドワードと分かる。
- ゴードン：
- その他の機関車：11ページの挿絵に登場。左隅の車庫から外を覗いているだけで、ダルビーの創作の可能性が高い。

## その他
- 本書の前書きの中で機関車たちに番号が振られたことを報告する一方で、局長の名前を初めて「サー・トップハム・ハット（トップハム・ハット卿）」と明らかにしている。第4話「パーシーのマフラー」の2枚目の挿絵(旧版45ページ)のホーム脇の荷物用踏切を渡る台車には、「SIR TOPHAM HATT」と書かれた黒い荷物が載せられている。作中に局長の名前が出てきたのは、この挿絵が初めてである。
- 旧版の60ページ最後の行は、原文初版では“as black as niggers”（ニガーのように黒く）となっていたが、差別用語であるとの指摘を受け、後年“as black as soot”（煤のように黒く）に書き直された。
- 11ページの挿絵の石炭入れの立札には「注意 ヘンリー専用 ウェールズ産最上級石炭 他機への使用厳禁（Notice Strictly Private Best Welsh Coal For Henry Only）」と書かれている。ウェールズ産の石炭は良質なことで有名。
- 13ページの挿絵の広告には「『三だいの機関車』を読もう」「『赤い機関車ジェームズ』を読もう」、47ページの挿絵の橋の上のバスの広告には「やっかいな機関車」と書かれている。
- 夜明けの中を走るヘンリーを情感豊かに描いたP21の挿絵は、風景描写を得意とするダルビーの作品の中でも傑作のひとつである。人形劇においてもクオリティの高いシーンとなった。